# South Uist

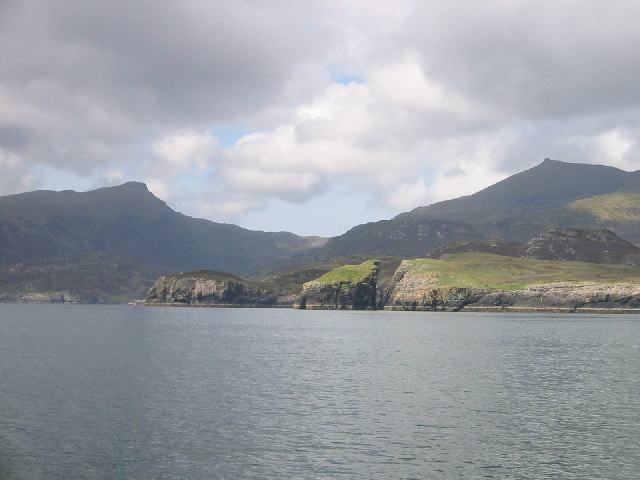
Nejvyšší vrcholy ostrova - Beinn Mhor (620 m, vlevo) a Hecla (606 m, vpravo).

South Uist (Jižní Uist, gaelsky Uibhist a Deas) je ostrov ve skotských Vnějších Hebridách. Žije zde více než 1700 obyvatel (1754 podle sčítání v roce 2013). Hlavním sídlem na ostrově je přístav Lochboisdale. Ostrov je jedním z míst, kde gaelština zůstala běžným dorozumívacím jazykem (60 % populace ve sčítacím obvodě "South Uist a Benbecula" v roce 2011). 90 % obyvatel je římskokatolického vyznání.
South Uist je jediným místem na Britských ostrovech, kde byly nalezeny mumie.
Na severozápadě ostrova se nalézá armádní prostor pro testování raket.

## Památky a historie
Řada nálezů dokládá neolitické osídlení ostrova, mj. komorové hroby a několik menhirů, z nichž největší, 5 metrů vysoký, stojí v centru ostrova na sever od Beinn A’Charra. Další nálezy jsou z období kultury zvoncových pohárů.
Později v době bronzové byl uložen mumifikovaný muž v Cladh Hallan. O tři století mladší je mumie ženy ze stejné lokality. Jde o jediné mumie na Britských ostrovech. Na konci doby bronzové byla těla pohřbena a na jejich místě byly postavena řada staveb. Mumie se však uchovaly díky konzervační schopnosti rašeliny. Sídliště bylo opuštěno v době železné. Zhruba ve stejné době byl postaven broch v Dun Vulan.

## Dostupnost

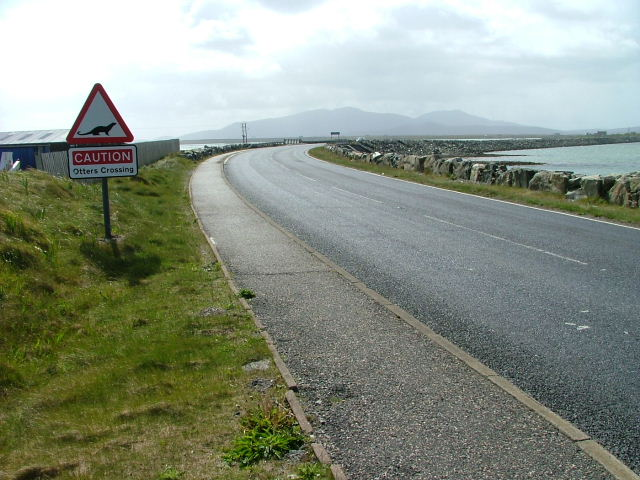
Silnice mezi ostrovy Benbecula a South Uist

Z přístavu Lochboisdale jezdí pravidelně trajekt do Mallaigu ve Skotsku. Ze severu ostrova vede po mostě silnice na ostrov Benbecula a dále na North Uist. Z jihu je South Uist spojen silničním mostem s ostrovem Eriskay, z něhož jezdí přívoz na ostrov Barra, a odtud pokračuje trajekt do Obanu ve Skotsku.